# Kanupolo-Weltmeisterschaften 2008
Die Kanupolo-Weltmeisterschaften 2008 der International Canoe Federation fanden vom 24. bis 27. Juli 2008 in Edmonton in Kanada statt.
Bei den Herren nahmen 20 Nationen teil, bei den Damen 17 und bei den männlichen Junioren 13.
Die Herrenmannschaft der Niederlande und die britische Damenmannschaft gewannen dem Titel.
Die deutschen Damen konnten sich die Vizemeisterschaft sichern. Sie unterlagen der Mannschaft des Vereinigten Königreichs nach einem 1:1-Zwischenstand zur Halbzeit mit 3:4. Bei den Herren sicherte sich die deutsche Mannschaft Platz 7 und das Team aus der Schweiz Platz 9.

## Ergebnisse
| Kategorie  | Gold                   | SilberAus   | Bronze     |
| ---------- | ---------------------- | ----------- | ---------- |
| Männer     | Niederlande            | Frankreich  | Italien    |
| Frauen     | Vereinigtes Königreich | Deutschland | Frankreich |
| U21 Männer | Vereinigtes Königreich | Frankreich  | Italien    |